# 그물자리 엡실론 b

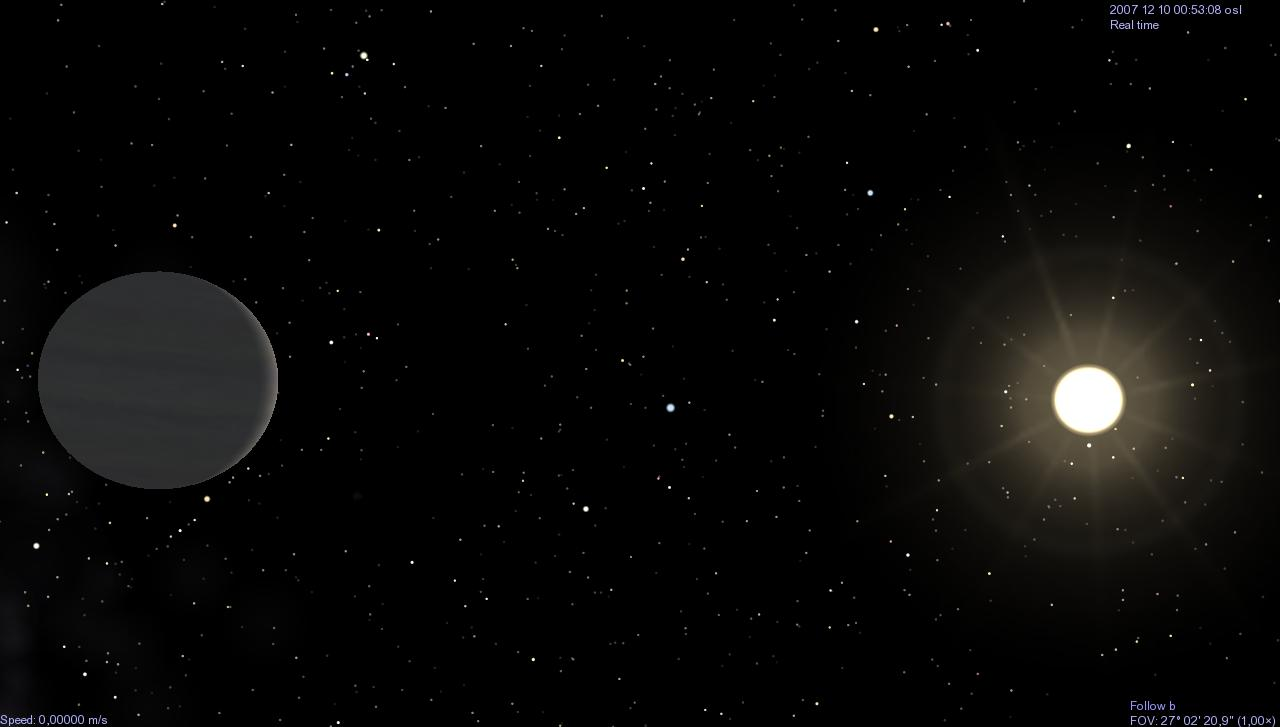

그물자리 엡실론 b는 그물자리 엡실론을 돌고 있는 외계 행성이다. 보다 정확하게 표기하면 그물자리 엡실론 Ab인데, 이는 그물자리 엡실론이 실제로 두 개의 별로 이루어진 쌍성계이며 b는 그 중 밝은 주성 A 주위를 돌고 있기 때문이다. 2000년 12월 16일 도플러 효과를 응용, 앵글로 오스트레일리안 행성 탐사팀이 발견했다. 최소 질량은 목성의 56퍼센트인데, 궤도경사각이 밝혀지지 않았기 때문에 정확한 질량은 아직까지는 알 수 없다.
항성과의 거리는 태양~지구 사이 간격보다 좀 더 멀다. 질량으로 미루어 보아 목성형 행성일 것이다. 거리는 지구보다 멀지만 어머니 항성 그물자리 엡실론이 태양보다 크고 밝기 때문에 행성이 받는 열은 태양의 16배나 된다. 또 이처럼 뜨겁기 때문에 b가 힐 구 내에 지구 질량 정도의 무거운 위성을 거느리고 있다고 하더라도, 그 행성에 우리가 알고 있는 것과 비슷한 생명체가 자라날 확률은 작을 것이다.

## 일사율 비교표
| 거리                            | 일사율 (W/m2) | 지구=100% |
| ------------------------------- | ------------- | --------- |
| 화성 원일점 플럭스              | 493.335       | 36.11%    |
| 화성 평균 플럭스                | 588.947       | 43.11%    |
| 화성 근일점 플럭스              | 717.577       | 52.53%    |
| 지구 원일점 플럭스              | 1,323.444     | 96.88%    |
| 지구 평균 플럭스                | 1,366.079     | 100.00%   |
| 지구 근일점 플럭스              | 1,414.936     | 103.58%   |
| 금성 원일점 플럭스              | 2,581.885     | 189.00%   |
| 금성 평균 플럭스                | 2,613.359     | 191.30%   |
| 금성 근일점 플럭스              | 2,653.077     | 194.21%   |
| 그물자리 엡실론 b 원일점 플럭스 | 17,059.045    | 1248.76%  |
| 그물자리 엡실론 b 평균 플럭스   | 19,502.849    | 1427.65%  |
| 그물자리 엡실론 b 근일점 플럭스 | 22,581.687    | 1653.03%  |